# بوشامب سيمور
الأدميرال فريدريك بوشامب باغيت سيمور (بالإنجليزية: Frederick Beauchamp Paget Seymour)‏، (ولد في 12 أبريل 1821 - توفي في 30 مارس 1895) البارون الأول لـ ألشيستر، وقائد البحرية البريطانية.
كان القائد العام لأسطول القنال بين عامي 1874 و1877، ولأسطول البحر المتوسط بين عامي 1880 و1883، الذي ساهم في الاحتلال الإنجليزي لمصر عام 1882.
شارك بوشامب سيمور في العمليات البحرية العسكرية ضد عرابى باشا ، فقد كان قائدا للأسطول البريطانى الذي توجه لمدينة الأسكندرية وبدأ الحرب في الحادى عشر من يوليو عام 1882